# Halling Kirke (Syddjurs Kommune)
 For alternative betydninger, se Halling Kirke. (Se også artikler, som begynder med Halling Kirke)
Halling Kirke er en kirke i Halling, ca. otte kilometer øst for Hadsten. Skib og kor er opført efter tegning af F. Uldall 1880 til afløsning for en forfalden romansk kirke, der i 1879 blev revet ned. Tårnet blev dog først tilføjet i 1942, hvor man også tilmurede kirkens indgang via det gamle våbenhus, der siden har været kapel.
Kirkens altertavle er en sengotisk udskåret krucifiksgruppe, mens døbefonten er romansk. Prædikestolen blev delvist fornyet i 1880, men har bestanddele fra en renæssancestol.